# Disco default
Disco default è il secondo album in studio della cantautrice italiana Chiamamifaro, pubblicato 19 aprile 2024 dalle etichette Columbia Records, Nigiri e Sony Music.

## Descrizione
Il progetto discografico, lanciato come riedizione dell'EP Default, si compone di undici brani (di cui sette provenienti dall'EP Default) scritti dalla stessa Chiamamifaro con la collaborazione di autori e produttori, tra cui Daniele Capoferri, Pietro Celona, in arte Celo, Emanuele Cotto, in arte Etta Matters o più semplicemente Etta, Francesco Pedrinoni, Giorgio Pesenti, Okgiorgio, Marco Paganelli, in arte Paga, Pietro Posani, Riccardo Zanotti e Simone Bertolotti.

## Tracce
1. Tutti contro tutti – 2:47 (testo: Alessandro Belotti, Lorenzo Vizzini Bisaccia – musica: Angelica Cristina Gori, Lorenzo Vizzini Bisaccia, Marco Paganelli, Pietro Posani)
2. Hiroshima (feat. Piazzabologna) – 2:55 (testo: Alessandro Belotti, Gustavo La Pasta – musica: Angelica Cristina Gori, Emanuele Cotto, Federico Urgesi, Remo Felice)
3. Vacanze italiane – 2:58 (testo: Angelica Cristina Gori, Alessandro Belotti – musica: Angelica Cristina Gori, Emanuele Cotto, Federico Urgesi, Pietro Celona)
4. Ma ma ma – 2:54 (testo: Angelica Cristina Gori, Alessandro Belotti – musica: Emanuele Cotto, Federico Urgesi)
5. Rumore bianco – 2:58 (testo: Angelica Cristina Gori, Alessandro Belotti, Andrea Bonomo – musica: Angelica Cristina Gori, Andrea Bonomo, Simone Bertolotti)
6. Se parlo di te – 3:00 (testo: Angelica Cristina Gori, Alessandro Belotti, Riccardo Zanotti – musica: Angelica Cristina Gori, Marco Paganelli, Riccardo Zanotti)
7. Santa subito (feat. Asteria) – 3:06 (testo: Angelica Cristina Gori, Anita Ferrari, Riccardo Zanotti – musica: Angelica Cristina Gori, Marco Paganelli, Riccardo Zanotti)
8. Labbra blu (feat. Ytam) – 2:34 (testo: Angelica Cristina Gori, Alessandro Belotti, Giorgio Pesenti, Matteo Marino – musica: Angelica Cristina Gori, Daniele Capoferri, Giorgio Pesenti, Matteo Marino, Riccardo Zanotti)
9. Monete – 2:54 (testo: Angelica Cristina Gori, Alessandro Belotti, Andrea Campi – musica: Angelica Cristina Gori, Andrea Campi, Pietro Posani)
10. Tutto ok – 2:40 (testo: Angelica Cristina Gori, Alessandro Belotti, Lorenzo Vizzini Bisaccia – musica: Angelica Cristina Gori, Lorenzo Vizzini Bisaccia, Marco Paganelli)
11. La poesia – 3:20 (testo: Angelica Cristina Gori, Alessandro Belotti, Riccardo Zanotti – musica: Angelica Cristina Gori, Marco Paganelli, Riccardo Zanotti)